# Procés de Reorganització Nacional
L'autoanomenat Proceso de Reorganización Nacional (Procés de Reorganització Nacional en català) o simplement El Proceso, va ser una dictadura militar —la cinquena de la història republicana de l'Argentina, i la més sagnant— que va governar de facto el país des del cop d'estat del 24 de març de 1976 contra el govern constitucional de la peronista María Estela Martínez de Perón (Isabelita) fins a l'assumpció democràtica del candidat de la Unión Cívica Radical, Raúl Alfonsín, el 10 de desembre de 1983. Entre els seus resultats més notables es troben el segrest i posterior desaparició forçada d'aproximadament entre nou mil i trenta mil persones (prop de quatre-centes originàries dels Països Catalans) la utilització sistemàtica de la tortura, la creació de més de tres-cents camps de detenció il·legal amb desaparició de persones, l'enorme augment del deute extern (fins i tot estatitzant deute extern privat) i la invasió de les illes Malvines amb la posterior pèrdua de la guerra de les Malvines.
En finalitzar la dictadura, malgrat que la junta de govern havia promulgat la Ley de Pacificación Nacional N° 22.924/83 (una llei d'autoamnistia, ràpidament anul·lada, respectant promeses electorals, pel govern d'Alfonsín) es va celebrar l'anomenat Juicio a las Juntas (una fita històrica: mai un país que havia patit una dictadura havia portat els responsables davant dels jutges) en el qual van ser processats tots els integrants de les successives juntes de govern del Proceso, a més a més d'una important quantitat de repressors que van participar en la repressió política, i la conducció de les organitzacions armades de l'ERP i Montoneros.
Diversos aixecaments militars carapintadas durant el govern d'Alfonsín van provocar l'aprovació de dues lleis d'amnistia, les de Punto Final i d'Obediencia Debida. El seu successor, Carlos Saúl Menem va signar entre 1989 i 1990 uns decrets indultant a quasi quatre-cents processats i condemnats. Durant el govern de Néstor Kirchner es va declarar primerament la derogació i després la nulitat de les dues lleis d'Alfonsín, mentre que diversos jutges, a més a més de la Cort Suprema, van signar sentències dictant com anticonstitucionals els decrets d'indult de Menem. Diverses sentències judicials estan qualificant els assassinats massius durant la dictadura com a actes de genocidi (un genocidi que hauria començat des d'abans, durant el govern d’Isabelita) qualificació que també es comparteix des d'àmbits polítics i d'organitzacions defensores dels Drets Humans. Aquesta condició de crims contra la humanitat i de genocidi va fer que les distintes condemnes judicials contra repressors del Proceso hi hagin declarat la seva imprescriptibilitat, i per aquest motiu les actuacions judicials continuen fins i tot en l'actualitat.
El 24 de març, data de l'aniversari del cop, se celebra al país el Día nacional de la memoria por la verdad y la justicia.

## El cop

### Situació prèvia

#### Context internacional i influència estatunidenca

Estats participants de l'Operació Còndor:
Membres actius:
Argentina, Bolívia, Brasil, Xile, Paraguai i Uruguai.
Membres esporàdics:
Colòmbia, Perú i Veneçuela.
Col·laborador:
Estats Units d'Amèrica.

Els exèrcits llatinoamericans tenien una participació destacada en tots els àmbits de la vida pública i política dels seus països, tant en forma directa com indirecta, estant les dictadures (que es van repetir a tot arreu durant la història llatinoamericana del segle xx) una de les seves característiques més destacades.

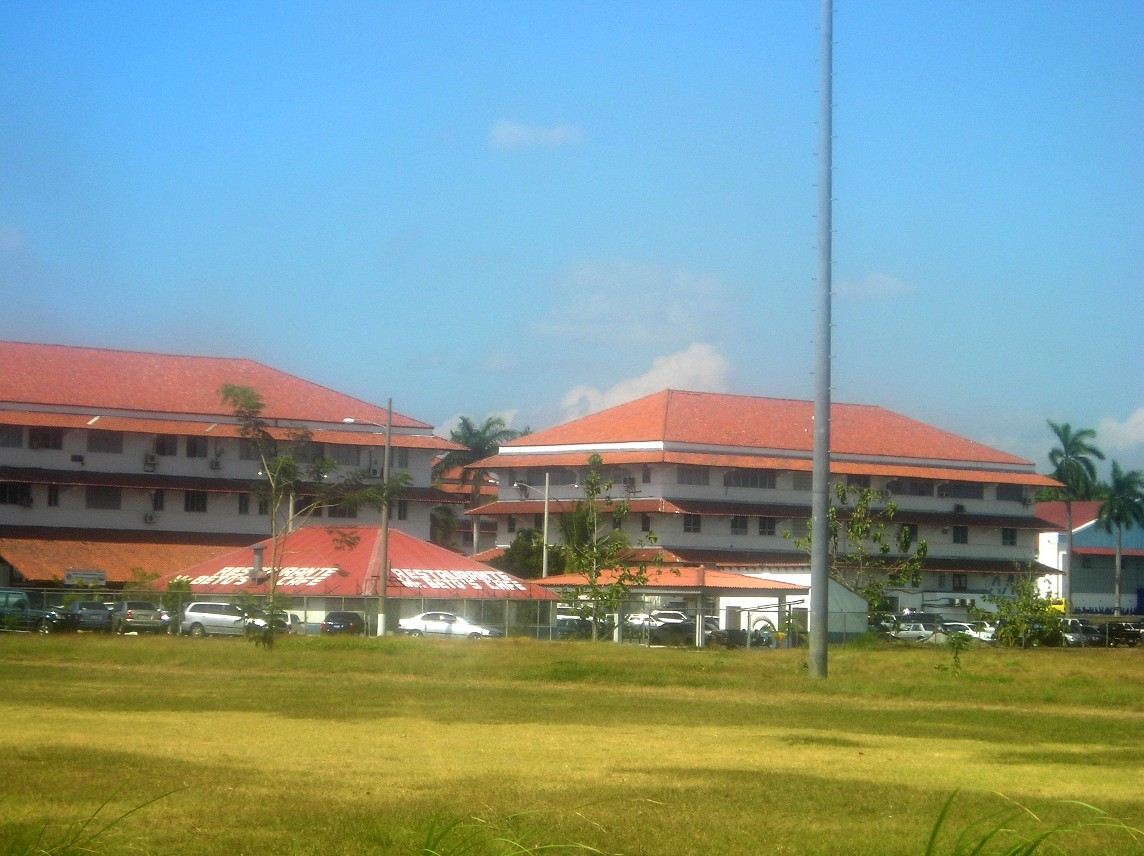
Escola de les Amèriques, a Panamà.

La importància donada pels governs nord-americans al seu paper de regulació i intromissió en els assumptes interns dels països llatinoamericans va ser definida per les declaracions com les que va efectuar el director de la CIA en funcions en aquell moment, William Colby, el 25 d'octubre de 1974: "Estats Units té dret d'actuar il·legalment en qualsevol regió del món, acumular investigacions als altres països i fins i tot portar a terme operacions tals com la intromissió en els assumptes interns xilens".
Ja des de la dècada de 1960 la idea de l’"enemic intern", ideològicament caracteritzat com a marxista i participant d'una conspiració internacional, era un tema central dins les preocupacions de la cúpula militar. Aquesta idea de l’"enemic intern" tenia com a fonamentació l'anomenada Doctrina de seguretat nacional impulsada des dels Estats Units i en el marc de la Guerra Freda entre els dos pols de poder de l'època.
Els eixos de la política estatunidenca envers Llatinoamèrica per a fer front als desafiaments més o menys d'esquerres i revolucionaris amb els quals xocaven les seves administracions van passar per l'Aliança per al Progrés com per la Doctrina de Seguretat Nacional, a més a més de la contrainsurgència.
La "lluita contra la subversió" va ser una de les fonamentacions del Proceso, la qual va ser internacionalitzada mitjançant l'Operación Cóndor, amb el suport dels Estats Units d'Amèrica, que fins i tot va donar cursos a oficials i suboficials de les forces armades llatinoamericanes, a l'Escola de les Amèriques, on es van ensenyar, entre les tècniques de contrainsurgència i guerra bruta, l'aplicació de tortura, segrests i desaparició forçada.
L'arribada al poder dels militars va comptar amb el suport tant de l'administració de Gerald Ford com d'importants periòdics de distribució nacional als Estats Units. A 1976, amb els militars ja en el poder, els Estats Units no només van donar suport a la repressió il·legal, sinó que, mitjançant Henry Kissinger, van demanar la seva acceleració.

#### Context nacional

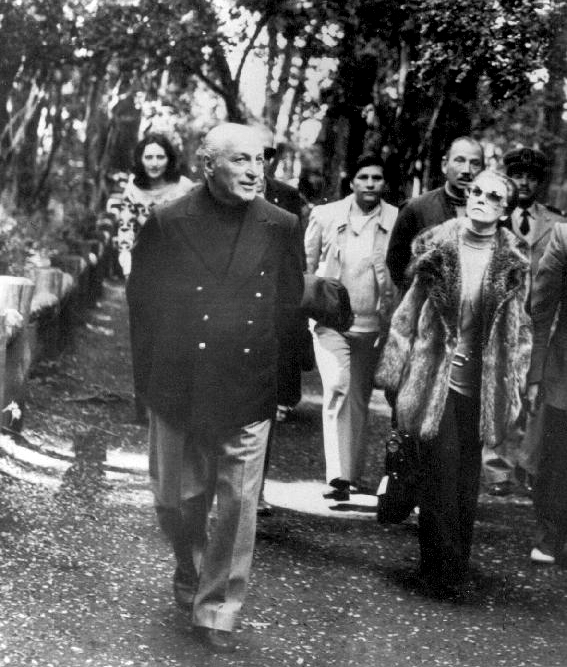
José López Rega, assenyalat com a cap de l'Aliança Anticomunista Argentina o Triple A (al seu costat, María Estela Martínez de Perón).

Des de juliol de 1974 la presidència de l'Argentina estava ocupada per la vídua de Perón, María Estela Martinez. Va ser un període de crisis de tota classe, tant en l'àmbit econòmic, com polític. Al pla econòmic, la ciutadania patia els efectes d'un pla d'ajustament, l'anomenat Rodrigazo (malnom encunyat en la premsa fent referència al ministre d'economia d’Isabelita, Celestino Rodrigo) que hi havia implicat la devaluació de la moneda, el Peso Ley 18.188, fins a un 100%, a més a més de l'augment del preu dels combustibles fins a un 175%. En l'àmbit polític, hi havia un creixent i recurrent escenari de violència. Tres grups armats operaven al país: el Partido Revolucionario de los Trabajadores (el braç armat del qual era el més conegut Ejército Revolucionario del Pueblo) de tendència marxista, i que hi havia aconseguit algunes victòries a la província de Tucumán, però que hi havia estat pràcticament desarticulada en el marc de l’Operativo Independencia; Montoneros, una facció del peronisme anomenat peronismo de izquierda, i l’Aliança Anticomunista Argentina o Triple A, organització d'ultradreta fundada i dirigida pel secretari personal d'Isabelita i de Perón, José López Rega. A més a més, el mateix peronisme patia un procés de fractura interna entre el peronisme anomenat d'esquerres i l'anomenat de dretes, que va tenir el seu punt culminant a la Massacre d'Ezeiza, el 1973.
Tot i que el PRT estava pràcticament vençut i que Montoneros tenia reduïda la quantitat de militants a la meitat, el govern va firmar dos decrets que serien claus en entendre el desenvolupament dels esdeveniments futurs: primer el Decret 261/75 i després el decret secret 2772, que ampliava considerablement les atribucions a les Forces Armades que ja li donava el primer en la "lluita contra la subversió".

### L'arribada al poder

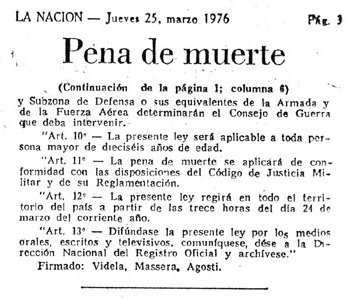
Publicació al periòdic La Nación de la instauració de la pena de mort (25 de març de 1976, un dia després del cop).

La matinada del 24 de març de 1976 les Forces Armades van derrocar el govern constitucional de la vídua de Perón, estant el general José Rogelio Villarreal l'encarregat de comunicar-li tant el cop d'estat com la seva detenció, arrestada per les forces militars.
Immediatament la Junta Militar va prendre tota una sèrie de mesures amb l'objectiu de debilitar qualsevol mena de resistència que pogués haver-hi. Va suspendre la constitució, va tancar el Congrés, va reemplaçar la Cort Suprema de Justícia, va prohibir els partits polítics i els sindicats, i va instaurar un contundent control dels mitjans de comunicació i de la llibertat d'expressió, amb penes de reclusió per a qui fos considerat responsable de tota una mena d'activitats contra el govern o les seves forces repressives, des de la difusió d'informació relacionada amb l'anomenada subversió, fins a la difusió de continguts dolents de la imatge pública de les forces repressives i de seguretat.
La primera acció repressiva d'envergadura, poques hores després del cop, va ser el segrest de centenars de treballadors industrials (entre ells 200 delegats sindicals) sota l'argument d'"accions antisubversives".

## La dictadura

### Les juntes militars
Les diferents juntes militars van estar en el poder des del 1976 fins al 1980. La primera Junta Militar va ser conformada, com totes les següents, per un representant de cada força (exèrcit de terra, força aèria, armada) estant el representant de l'exèrcit, Jorge Rafael Videla, el cap de govern. Els altres integrants del triumvirat van ser Emilio Eduardo Massera (armada) i Orlando Ramón Agosti (força aèria).
La segona Junta Militar va estar en el poder des del 1980 fins al 1981. Els integrants van ser Roberto Eduardo Viola, Armando Lambruschini i Omar Domingo Rubens Graffigna.
La tercera Junta Militar va governar des del 1981 al 1982. Els caps van ser Leopoldo Fortunato Galtieri, Basilio Lami Dozo i Jorge Isaac Anaya.
La quarta Junta Militar va ser l'última Junta Militar, que va governar des del 1982 fins al 1983. Els responsables van ser Cristino Nicolaides, Rubén Franco i Augusto Jorge Hughes.

### Política econòmica
En l'àmbit econòmic, van nomenar com a ministre a José Alfredo Martínez de Hoz, descendent d'una adinerada família ramadera i net del fundador de la Sociedad Rural Argentina. Va romandre al càrrec des de 1976 fins al 1981 (la quasi totalitat del Proceso, que acabà dos anys després, el 1983). Durant la seva gestió, i fruit d'una política de lliure importació de productes, les petites i mitjanes empreses argentines van acabar reduïdes a una tercera part de les que hi eren.
A tres dies del cop, el Fons Monetari Internacional autoritzà un préstec per 127 milions de dòlars que havia estat negat sistemàticament al govern d’Isabelita.
El deute extern de l'Argentina, que en començar la dictadura era de 7.500 milions de dòlars, quan va assumir Alfonsín arribava a 43.600 milions.
Després de la renúncia de Martínez de Hoz, es van succeir al càrrec Roberto Alemann (govern de Leopoldo Galtieri) Lorenzo Sigaut (govern de Roberto Viola) José María Dagnino Pastore, i Jorge Wehbe (govern de Reynaldo Bignone).

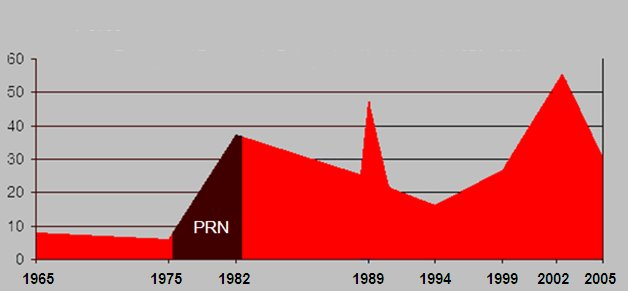
Índex de pobresa a la Província de Buenos Aires. En negre, l'etapa del Proceso.

### Política cultural - censura
Poc després del cop, el 29 d'abril de 1976, es van cremar obres descrites en un comunicat oficial com a "documentació perniciosa que afecta l'intel·lecte i la nostra manera de ser cristiana per tal que no pugui seguir enganyant la joventut sobre el nostre més tradicional patrimoni espiritual: ‘Déu, Pàtria i Llar’". Al Regimiento de Infantería Aerotransportada de La Calera (Córdoba) en van ser cremades de Gabriel García Márquez, Antoine de Saint-Exupéry, Osvaldo Bayer i Pablo Neruda.
Dins l'anomenat Operativo Claredat es va fer una caça de bruixes en la qual van desaparèixer persones de l'àmbit intel·lectual i cultural (artistes, docents i fins i tot estudiants). També hi va haver acomiadaments massius i inhabilitacions per exercir el càrrec docent.
Algunes publicacions periòdiques també van patir censura, com el cas de la revista Hum®, que va patir el segrest d'una edició el 1983.

### Repressió

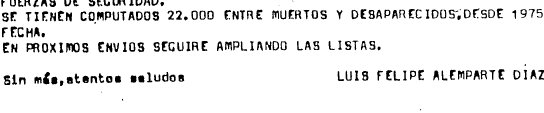
Fragment de l'informe secret Arancibia Clavel. Enviat el 1978, ja consignaba la "mort o desaparició" de vint-i-dues mil persones.

#### Desaparició, tortura i mort dels detinguts

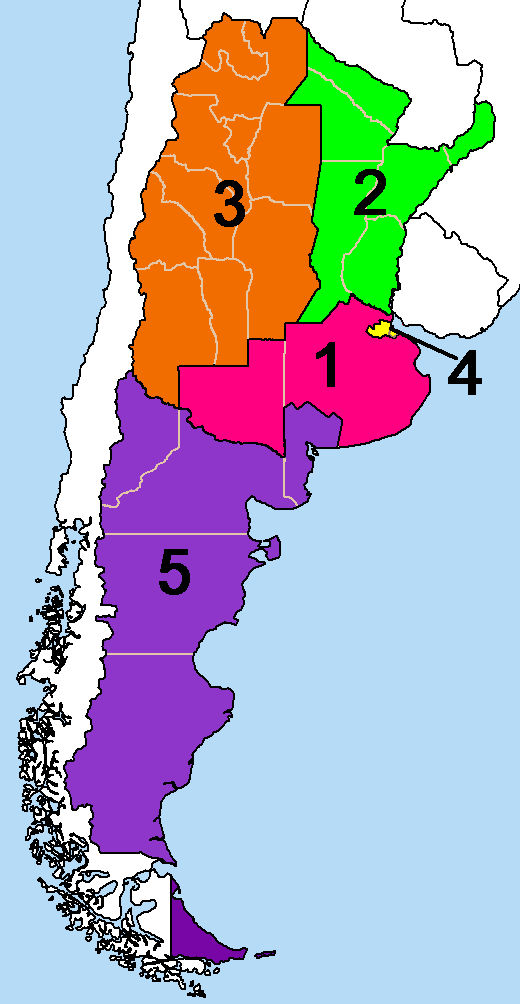
Zonificació militar del país duta a terme pel Proceso. Cada àrea tenia un responsable:
1 - Guillermo Suárez Mason
2 - Ramón Genaro Díaz Bessone
3 - Luciano Benjamín Menéndez
4 - José Montes
5 - Abel Teodoro Catuzzi

L'operatòria de la dictadura va estar planificada i provada des d'abans del cop. En arribar al poder es va dur a terme una estratègia de desaparició sistemàtica de persones considerades "subversives" pel govern de facto, que eren sobretot els militants de les agrupacions guerrilleres de l'ERP i Montoneros, encara que també hi podia ser qualsevol altra persona de la qual se sospités que podia tenir alguna mena de "simpatia" pel moviment o organització de protesta, reivindicatiu, etc.
El Proceso va fer servir una estratègia sistemàtica de desaparicions de persones amb la consegüent pèrdua de drets de la víctima, que passava a ser un número dins de l'aparell repressiu de l'Estat, i que era empresonada i amagada en algun dels centres clandestins de detenció que la dictadura tenia distribuïts a les distintes províncies de l'Argentina.
Dins de l'argot de la dictadura, les persones que eren segrestades eren chupadas ("xuclades"). Els segrests es feien per un grupo de tareas ("grup de tasques") o patota.

#### Segrest de nens
El Proceso va dur a terme distintes actuacions relacionades amb els fills dels segrestats, entre els quals hi va haver fins i tot dones embarassades les quals van donar a llum, en molts casos, en captivitat.
Quan a casa dels "objectius" dels grupos de tareas hi havia nens, aquests podien ser segrestats (chupados) o deixats a la casa o a la d'algun veí. La pràctica habitual dels grupos de tareas va ser el repartiment dels nens segrestats, donats en adopció a famílies de militars o relacionades amb les forces armades. Nogensmenys, a l'informe Nunca Más també hi ha testimoniatges de segrestats els quals van escoltar els crits dels seus fills mentre eres torturats, la qual cosa era una estratègia de tortura psicològica envers pares, per tal d'esfondrar-los moralment.
Va ser una pràctica habitual, quan els objectius rebien la primera sessió de tortura a casa seva al moment del segrest, no tenir cura de la presència dels seus fills, que eren testimonis de tot.
En el cas de les dones embarassades, el règim de reclusió es tornava un poc menys sever, però la dona no rebia pràcticament cap atenció mèdica, fins i tot al moment del part, el qual podia realitzar-se al terra d'una cel·la, al pis d'una cuina, etcètera. Les embarassades normalment donaven a llum en solitud, o auxiliades per algun altre segrestat, i hi ha testimoniatges que immediatament després del part havien de netejar elles mateixes les restes de sang, la placenta, etc. que havien quedat escampades.

#### La nit dels llapis
Es coneix com La noche de los lápices (la nit dels llapis en català) els esdeveniments que van començar el 16 de setembre de 1976 en els quals van ser segrestats uns estudiants d'Educació secundària de La Plata d'entre 16 i 18 anys els quals estaven organitzant protestes per tal d'aconseguir passatges amb descompte per a estudiants. Eren integrants del centre d'estudiants del seu col·legi, i van ser torturats i posteriorment desapareguts. Només va recuperar la llibertat un dels segrestats.

#### Acarnissament amb minories
Dins l'ideari polític i ideològic de El Proceso, hereu en molts aspectes del nazisme, el concepte de nacionalitat excloïa qualsevol mena d'heterogeneïtat possible, i aquesta recerca d'homogeneïtat de la societat deixava de banda les minories prenent a compte, per exemple, les seves arrels (jueus, descendents dels antics pobladors d'Amèrica, etc.) la seva orientació sexual (homosexuals, lesbianes, etc.) o les seves creences religioses (Testimonis de Jehovà, etc.).
Aquestes minories van ser tractades amb especial ferotgia pels repressors, creant-se fins i tot comandos especials amb dedicació exclusiva (com és el cas del Comando Cóndor, dedicat a perseguir homosexuals). En el cas de les víctimes jueves, l'antisemitisme sistemàtic dut a terme als distints centres clandestins va ser un fet constatat ja des de l'informe Nunca Más i per posteriors investigacions i treballs. Els Testimonis de Jehovà van ser discriminats en fer el servei militar, no permetent a les seves autoritats d'exceptuar-se, i obligant els fidels a fer quatre anys de servei (tres més que la resta dels ciutadans) estant, a més a més, sotmesos a tortures i assassinats. Els descendents d'amerindis van veure com les Villas Miserias van ser arrasades pels distints plans d'erradicació de Villas Miserias, sobretot en el marc de l'organització de la Copa del Món de Futbol de 1978.

### Resistència a la dictadura

#### Les mares i àvies dels desapareguts

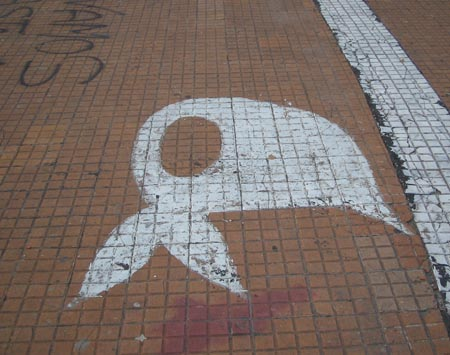
Tradicional pintada de les Mares de la Plaça de Maig.

Es coneixen com les Mares de la Plaça de Maig a les mares dels desapareguts que van organitzar-se durant la dictadura per tal de trobar el destí dels seus fills.
El 1977 el grup inicial va ser infiltrat per l'integrant de l'Armada Argentina i repressor Alfredo Astiz, resultant segrestats, torturats i morts una important quantitat de membres del grup, incloses les mares que van fundar el grup.
Les mares i àvies dels desapareguts van dur a terme una militància que va travessar pràcticament tota la dictadura fins a l'actualitat.

#### Els periodistes
Els mitjans de comunicació, tant en mans privades com oficials, van estar al servei de la dictadura. A més a més de la labor d'exaltació del règim donada a terme pels principals mitjans gràfics de l'època (les revistes Somos, Para tí i Gente, els periòdics La prensa, Clarín, La Nación i La Razón) l'afinitat amb el govern també va fer servir alguns grups editorials per a prendre el control d'empreses rivals, les quals tenien els seus propietaris detinguts, com és el cas de l'empresa Papel Prensa, que va acabar com a propietat de Clarín, La Nación i La Razón.
- El periodisme clandestí de Rodolfo Walsh. El periodista, escriptor i militant de l'agrupació Montoneros Rodolfo Walsh, que acabà sent segrestat i mort per un grupo de tareas (grup de tasques) de l'ESMA en complir-se un any del cop,[81] va escometre un projecte de periodisme clandestí anomenat Agencia de Noticias Clandestina (ANCLA)[81] repartint distintes notes informatives en forma individual, com per exemple la seva Carta de un escritor a la Junta Militar de 1977.[82] Les comunicacions de l'ANCLA van iniciar-se immediatament després del cop.[81]

- La revista jueva Nueva Presencia, fundada el 1977 i dirigida per Herman Schiller, va ser un dels pocs exemples que hi va haver de denúncies del Proceso publicades en mitjans de comunicació argentins durant la dictadura.[80] Nueva Presencia era una publicació sostinguda per petits anuncis publicitaris, i van signar articles a les seves pàgines personalitats com Emilio Mignone, Nora Cortiñas, Hebe de Bonafini, Julio Raffo i fins i tot ex detinguts-desapareguts exiliats com Graciela Geuna. En 1981 van patir dos atemptats amb bomba.[83]

- La Revista Humor va ser, també, un dels pocs exemples del periodisme argentí que va tenir una actitud crítica envers El Proceso.[80] Dirigida per Andrés Cascioli, va fer ús de l'humor per parlar de temes que estaven proscrits per la política cultural del govern de facto.[84]

- Els mitjans de comunicació estrangers publicats a l'Argentina. A banda dels pocs mitjans de comunicació i periodistes que van fer front a la dictadura, també hi va haver casos de periòdics en llengua anglesa que van publicar crítiques a la dictadura, com és el cas del Buenos Aires Herald o el periòdic irlandès The Southern Cross.[80]

- Entre finals del 1979 i principis del 1980, més de dos-cents militants montoneros tornar de l'exili clandestinament per cometre atemptats i desestabilitzar la dictadura, però van fracassar rotundament pels errors d'interpretació sobre la situació que travessava el país, i la precarietat amb què els militars es van enfrontar a l'eficientment mortal terrorisme d'Estat, i gairebé la meitat dels que van participar de la contraofensiva van acabar assassinats o desaparegut.[85]

### Copa del Món de Futbol de 1978
El 1973, durant el govern constitucional del general Perón, l'Argentina va aconseguir ser designada la seu per a organitzar la Copa del Món de Futbol. L'arribada del govern de facto no va implicar que s'anul·lés aquesta concessió.
L'1 de juny de 1978 va començar la Cerimònia Inaugural de la Copa del Món de Futbol de 1978 que la dictadura va celebrar, amb la victòria de la Selecció de futbol de l'Argentina, en guanyant la Selecció de futbol dels Països Baixos la final amb un resultat de 3 a 1.
Aquest Mundial de futbol no va ser el primer encontre esportiu d'alt nivell organitzat per una dictadura: ja el 1934 la dictadura de Mussolini va organitzar el Mundial de Futbol, així com el Tercer Reich va organitzar els Jocs Olímpics. Utilitzant la mateixa estratègia que Mussolini i Hitler, El Proceso també va instrumentalitzar la Copa del Món en benefici propi.
Una quantitat important dels partits del Mundial del futbol es van jugar a l'estadi del Club Atlético River Plate, ubicat gairebé 1 500 metres de l'ESMA —que en aquell moment era un dels centres de segrest, tortura i desaparició de persones més importants de l'Argentina. En guanyar la Copa, alguns segrestrasts a l'ESMA van ser trets breument dels seus llocs de reclusió per veure els festejos populars.
A mig camí van quedar les denúncies d'irregularitats del partit entre l'Argentina i el Perú, que va guanyar l’albiceleste amb un resultat de 6 a 0 i un desenvolupament del partit qualificat com a "sospitós" o "estrany" per diverses veus durant i després del Mundial.
La selecció dels Països Baixos, en repudi de la dictadura, va jugar la final amb una banda de dol al braç, i no va sortir al lliurament de trofeus.
El Mundial també va implicar la despesa de milionàries sumes de diners, així com actes de corrupció i fins i tot assassinats de caps militars encarregats de l'organització del campionat per part d'altres militars que volien prendre els seus càrrecs. En finalitzar la Copa, l'Almirall Carlos Alberto Lacoste va ser nomenat vicepresident de la FIFA.

### Conflictes internacionals

#### Conflicte del Beagle

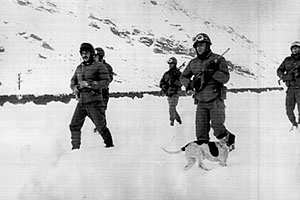
Militars desplegats a la zona en 1978.

Es coneix per conflicte del Beagle les diferències entre l'Argentina i Xile sobre la sobirania d'aigües oceàniques, illes i terres al canal de Beagle i Terra del Foc. Aquest conflicte, que té les seves arrels en el segle xix, va arribar el 1978 (governs de Videla i de Pinochet) al seu màxim nivell de tensió, quan l'Argentina no acceptà la decisió de l'arbitratge de la reina d'Anglaterra, Elisabet II, amb implicacions molt greus per als interessos argentins a la zona. Aquesta situació va generar una sèrie de mobilitzacions a la frontera i fins i tot un intent d'invasió per part de l'Argentina (l’Operación Soberanía, "Operació Sobirania" en català) que preveia envair les ciutats més importants de Xile, inclosa la seva capital, Santiago de Xile.
El 1979 la mediació papal evità providencialment la guerra, que era imminent i quasi inevitable. La invasió havia estat retardada per una tempesta, i aquestes hores de retard van ser fonamentals per a la intervenció del Vaticà. El conflicte entre l'Argentina i Xile, que comparteixen una de les fronteres més llargues del món, hauria significat la mort de milers de persones d'ambdós països.

#### Guerra de les Malvines

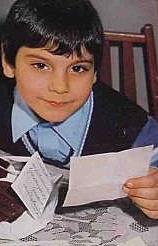
Article de tapa de la revista Gente de 1982: «Què ha passat amb la xocolata que vaig enviar a un soldat?» (al·ludint al sistemàtic robatori de les donacions que va cometre el govern dictatorial durant la guerra).

La Guerra de les Malvines (Guerra de Malvinas en castellà i Falklands War en anglès) va ser un conflicte bèl·lic originat per la invasió de les Illes Malvines per part de tropes argentines, i que va desenvolupar-se des del 2 d'abril de 1982 fins al 14 de juny d'aquest any.
El govern presidit per Galtieri patia una sèrie de problemes tant en l'àmbit econòmic com social i polític. Les polítiques liberals tirades endavant des del Ministeri d'Economia dirigit per Martínez de Hoz havien enfonsat l'Argentina en un context de desindustrialització i d'inflació. El deute extern, multiplicat diverses vegades durant la dictadura, s'havia convertit també en un problema i, a escala social, la societat civil havia començat a mobilitzar-se, fins i tot organitzant vages generales, que, tot i ser durament reprimides als carrers, eren impensables anys enrere.
La recerca d'una sortida diplomàtica va fracassar i, finalment, Gran Bretanya, que comptava amb el suport del Consell de Seguretat de l'ONU, dels Estats Units d'Amèrica (que li va donar suport logístic) i de la Comunitat Europea, va enviar les seves forces militars a l'Atlàntic Sud. L'Argentina, per la seva banda, no va tenir el suport del bloc soviètic, i no va poder deixar de vigilar la frontera amb Xile, aliat de Gran Bretanya (durant la guerra, l'Argentina va tenir les seves millors tropes a la frontera amb Xile, i va desplaçar 10 000 soldats a les illes, molts d'ells sense preparació militar, a més a més de mal equipats i pitjor alimentats). Les tropes argentines estaven conformades majoritàriament per civils de menys de 20 anys que estaven fent el servei militar (colimbas) i militars professionals amb molta experiència en guerra bruta però cap en guerra convencional.
Durant la guerra, el govern va excitar el xovinisme nacionalista de la població amb una campanya mediàtica destinada a alimentar el triomfalisme de la població i a difondre informacions falses en relació al desenvolupament de la guerra. Les portades de les publicacions més importants publicaven frases com ESTAMOS GANANDO, ¡SEGUIMOS GANANDO! o ESTAMOS DESTRUYENDO LA FLOTA BRITÁNICA (Revista Gente) o EUFORIA POPULAR POR LA RECUPERACIÓN DE LAS MALVINAS (Diari Clarín) o BASTA, PIRATAS: SI NOS ATACAN: ¡VAN A LA LONA! (Crónica). Els canals de televisió, monopoli de l'Estat, també van participar en la campanya mediàtica. Personalitats de tots els camps van donar suport a la invasió en diverses entrevistes televisives. El canal 7 de l'Argentina va transmetre tant les notícies de la guerra, mitjançant l'informatiu 60 minutos (a càrrec de Carlos Gómez Fuentes) com un programa especial, 24 horas por Malvinas, destinat a recaptar fons de tot tipus (joies, abrics de pell, diners, etc.) per l'anomenat Fondo Patriótico (Decret 753/82) un fons especial que suposadament estaria destinat a finançar les operacions, però que al cap i a la fi mai no es va saber sense dubtes on va anar a parar.
Finalment, i després d'una execució plena d'errors de tota classe, l'Argentina va signar la rendició el 14 de juny del mateix any. Del costat argentí, van morir aproximadament uns 700 combatents i 1.300 van resultar ferits. L'exèrcit britànic va sofrir pèrdues molt menors, encara que més de 200 combatents van perdre la vida, i quasi 800 ferits.

### Caiguda del govern i restitució del poder a la societat civil
Els darrers temps del Proceso van tenir com a escenari una reactivació de la mobilització social, de les protestes i fins i tot una vaga general. Les crítiques i denúncies pels abusos als drets humans van de fora del país van ser cada vegada més fortes. Nogensmenys, la pèrdua de la Guerra de Malvines va ser el factor més determinant.
Amb l'adveniment de la democràcia, tot i l'intent de blindatge de les seves responabilitats legal escomès pels governants de facto, els màxims responsables van ser jutjats i condemnats durant el govern de Raúl Alfonsín.

## Després de la dictadura

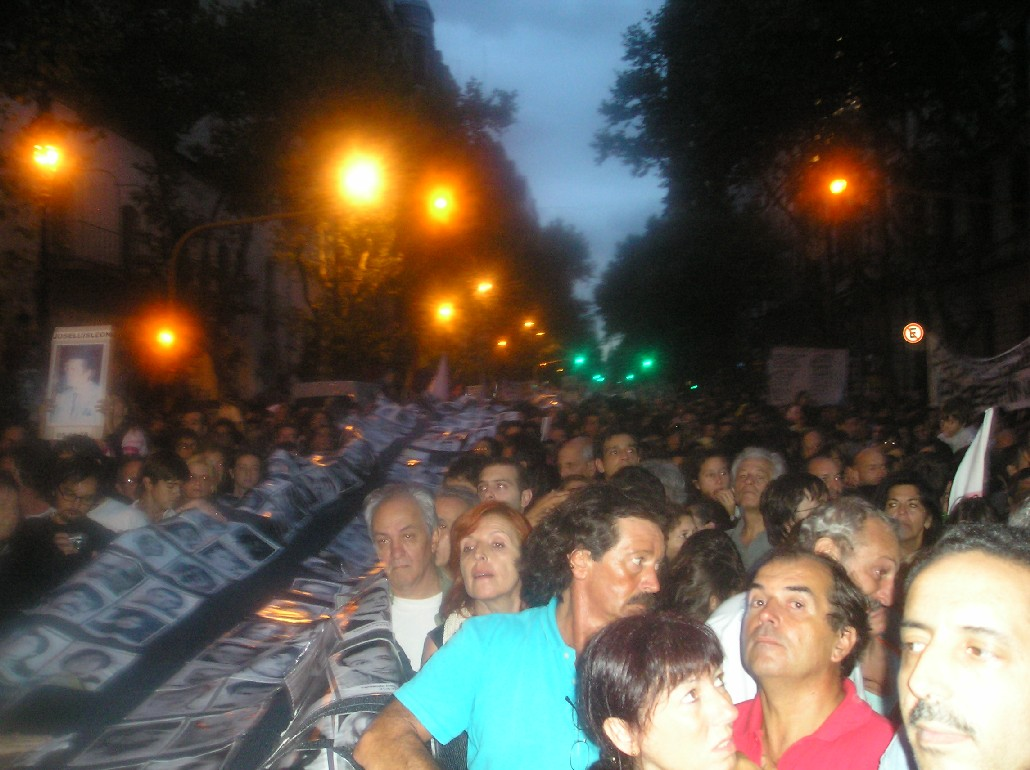
Manifestació de rebuig de la dictadura el 24 de març de 2006 (30è aniversari del cop).

A més a més de les repercussions judicials resultants de les actuacions dels responsables del Proceso, la societat civil argentina també ha escomès una sèrie d'actuacions destinades tant a la reivindicació dels desapareguts, com a la recuperació dels seus cossos, com també a la persecució dels responsables que mai no van ser jutjats o que van veure com les conseqüències judicials dels seus actes van ser rebaixades.

### Judici a les Juntes
En arribar la democràcia, la ciutadania finalment va triar al candidat de la Unión Cívica Radical, que, a diferència del candidat peronista Ítalo Luder, havia promès durant la campanya que jutjaria els responsables del Proceso. Cinc dies després d'assumir la presidència, Alfonsín va crear la CONADEP (Comisión Nacional sobre Desaparición de Personas) encomanant-li la tasca de recollir les proves que calien per a organitzar el judici oral contra les successives juntes de govern i els alts caps militars que havien ocupat càrrecs de comandància, Les seves funciones hi eren:
1. Rebre denúncies i proves sobre aquells fets i remetre-les immediatament a la justícia si estiguessin vinculades a la comissió de delictes.
2. Esbrinar sobre el destí o parador de les persones desaparegudes.
3. Determinar la ubicació dels nens sostrets a la tutela dels seus pares o guardadors.
4. Denunciar a la justícia qualsevol intent de qualsevol intent d'amagar o sostreure elements probatoris.
5. Emetre un informe final dins del 180 dies a partir de la seva constitució.

La CONADEP, formada per personalitats de tots els àmbits i dirigida per Ernesto Sábato, va presentar el seu informe el setembre de 1984,

### Elsescraches(o escarnis)
A l'Argentina es van popularitzar els escraches o escarnis en públic (del verb del lunfardo escrachar, o sigui, "descobrir", "posar en evidència" i que està recollit al Diccionario del habla de los argentinos de l’Academia Argentina de Letras, deformació de la paraula italiana dialectal scacciare, que vol dir "escopir amb gargall amb ànim d'ofendre") que són mobilitzacions al domicili particular o als llocs que freqüenten els responsables de la repressió que viuen anònimament, sense haver rebut cap condemna pels beneficis de les decisions dels distints governs constitucionals posteriors a la dictadura.
Els escraches són una modalitat de protesta civil que van néixer a Córdoba el 1995. Els primers escraches van ser protagonitzats per l'agrupació de fills de desapareguts H.I.J.O.S, amb el suport de personalitats de la cultura com Juan Gelman o León Gieco.
Als escraches van participar distintes organitzacions, com les Madres de Plaza de Mayo, les Abuelas de Plaza de Mayo, partits polítics d'esquerra, etc.

### Anul·lació de "jubilacions de privilegi"
El 2009, més de 25 anys després de la caiguda la dictadura, es va promulgar la llei 26.475 que va anul·lar els "beneficis obtinguts en reconeixement dels càrrecs i/o funcions" (les jubilacions de privilegis previstes per la legislació argentina) per al que hagués ostentat el càrrec de President, Ministre, Secretari d'Estat i Subsecretari d'Estat. El salari mínim a l'Argentina al moment de la signatura d'aquella llei, fixat des del desembre del 2008, era de 1.240 pesos argentins (uns 408 dòlars) i les jubilacions oscil·laven entre els 5.400 i els 6.000 pesos, generant una despesa per a l'Estat d'uns 80.000 pesos mensuals.